# Distretto di Kanshiram Nagar
Il distretto di Kanshiram Nagar è un distretto dell'Uttar Pradesh, in India. È situato nella divisione di Aligarh e il suo capoluogo è Kasganj.
Il distretto di Kanshiram Nagar è stato costituito il 15 aprile 2008 separando dal distretto di Etah i comuni (tehsil) di Kasganj, Patiali e Soron. Il distretto prende nome da Kanshi Ram, fondatore del Bahujan Samaj Party (BSB) morto nel 2006; la decisione è stata presa dalla signora Mayawati, primo ministro dell'Uttar Pradesh e presidente del BSB, ed ha provocato le proteste degli avvocati, contrari a dividere il distretto di Etah e contrari al nome deciso, che invece avevano proposto di chiamare in onore di Sant Tulsidas, che qui è nato.
Nel maggio 2008 violente proteste si sono scatenate a Soron a causa della decisione del governo dell'Uttar Pradesh di spostare la sede del comune da quella città (popolata da paria) a Sahawar (a maggioranza musulmana).